# Alaca Höyük

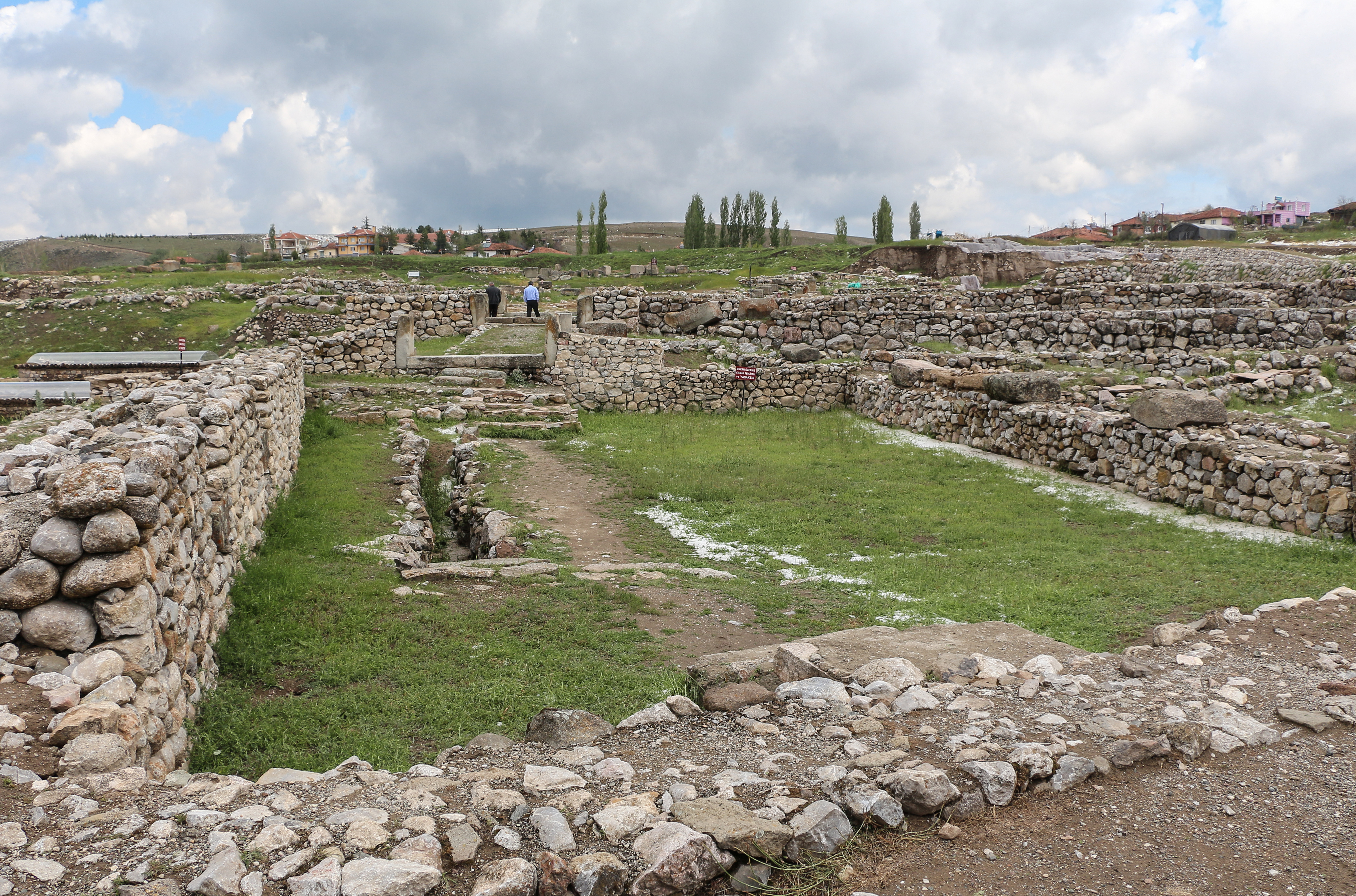
Ruïnes a Alaca Höyük

Alacahöyük o Alaca Höyük és un jaciment arqueològic hitita, al districte d'Alaca, a la província de Çorum del nord de Turquia, a 170 km a l'est d'Ankara, la capital. Dista 17 km d'Alaca i 51 de Çorum.
És al nord-est de l'antiga capital hitita d'Hattusa. Alberga indicis d'una construcció hitita trobada a principis del segle xx i sota aquesta un cementeri imperial amb tombes que daten del 2500 ae.
Hi ha proves d'activitats metal·lúrgiques de l'edat del coure en forma de joieria, atuells i gerres. La identitat ètnica dels pobladors anteriors a la invenció de l'escriptura és incerta, pot ser que pertanyeren a la població asiàtica que antecedí els hitites.
Conegut des de fa molt de temps, el jaciment l'excavà per primera volta al 1907 l'arqueòleg otomà Theodor Makridi Bey, que hi feu dues breus exploracions durant dues setmanes. El 1910, un equip alemany hi descobrí les tombes reials que daten del tercer mil·lenni ae, així com una ciutat hitita del segon mil·lenni ae. El 1935, a petició de Mustafa Kemal Atatürk, l'excavaren els arqueòlegs turcs Remzi Oguz Arik i Hamit Kosai. Situat en un butte (höyük en turc),[5] el lloc s'utilitza des de l'edat del bronze inicial (IV mil·lenni ae), pel poble dels hattians, segons I. Akurgal, fins a l'època imperial hitita (1450 - 1180 ae).
El seu nom en hitita es desconeix: podria ser-ne Arinna, Tawiniya o Ziplanda, un important centre religiós de l'Imperi hitita.
Tret de les tombes del III mil·lenni ae, les restes més importants són les ruïnes d'una ciutat hitita del segon mil·lenni ae, amb la porta de les Esfinxs emmarcant-ne l'entrada, un imposant portal de pedra circumdat de relleus. Els ortòstats trobats al lloc representen escenes d'un ritual religiós: a l'esquerra, el rei i la reina adoren un toro envoltat de sacerdots, malabaristes i animals sacrificials i, a la dreta, potser la dea-sol d'Arinna i adoradors (els ortòstats originaris són a l'Museu de les Civilitzacions d'Anatòlia d'Ankara). Junt a la muralla oriental hi ha la base d'un gran edifici de 20 × 80 m, identificat com un temple en lloc d'un palau (seguint les conclusions de les excavacions d'Hattusa).

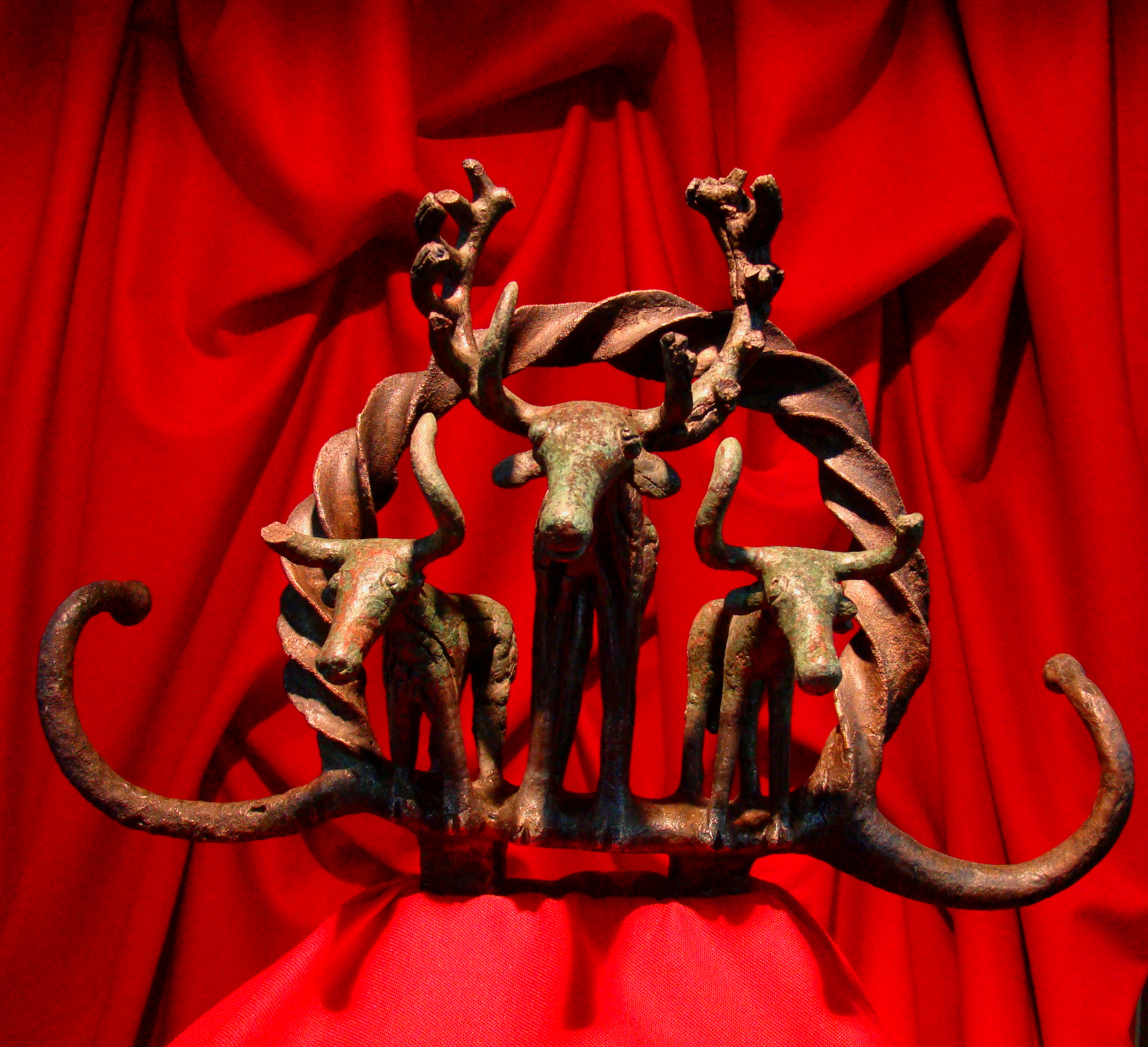
Estendard zoomorf provinent d'Alacahöyük

Entre els objectes descoberts sobretot a les tombes de cultures anteriors al període hitita (potser els hattians), hi ha ídols, amulets, joies, tiares, polseres, collarets, sivelles de cinturó d'or, electre, coure o bronze. Aquests són els que els especialistes diuen símbols rituals que daten de la segona meitat del tercer mil·lenni ae. D'aquests objectes zoomorfs (toros o cérvols sobre pedestals el propòsit dels quals encara és objecte de debat) els estendards estan fosos en coure, o són completament geomètrics amb forma de cercles plans, semicercles o quadrats i estan replets d'una xarxa calada de barres transversals, creus centrals, raigs, etc., que demostren originalitat i domini de la tècnica. Aquests objectes, també anomenats «estendards animals» els primers, i «discs solars» els segons, són interpretats de dues maneres per dues escoles de diferents pensaments. Per a alguns, aquests objectes serien cultuals, i representarien les primeres divinitats d'Hatti; el disc solar és una representació de la dea-sol. Per a altres, en haver-se trobat sota cranis de bous dipositats sobre les tombes serien adorns de carros, record de la cultura de les tombes de carros. S'hi descobriren armes d'or, bronze i or del mateix període.
Segons Leonard Woolley, les tombes reials «semblen pertànyer al final d'un període, marcat per un estrat de destrucció i l'incendi de la ciutadella. La cultura que il·lustren els objectes de la tomba no continua en la següent fase històrica, la de Kültepe. L'assentament continuà com una comunitat florent fins a l'edat del bronze final. També va haver-hi una ocupació important en època frígia.
A la fi de l'estiu de 2016, un equip d'arqueòlegs dirigit per un professor de la Universitat d'Ankara hi descobrí un túnel d'època hitita de 2.300 anys d'antiguitat, probablement d'«ús sagrat».